# L'Été meurtrier
L'Été meurtrier is een Franse langspeelfilm uit 1983 van Jean Becker.
De detective met de jonge Isabelle Adjani in een hoofdrol was een van de meest succesvolle Franse films van dat jaar. Het scenario is gebaseerd op de gelijknamige detectiveroman van Sébastien Japrisot uit 1978.
De film werd gedraaid in de zomer van 1982 op locaties in Carpentras, Gordes, Villars en Goult.
De film was in 1983 genomineerd voor de Gouden Palm op het Filmfestival van Cannes. Bij de Césars in 1984 won Isabelle Adjani voor haar rol de César voor beste actrice, Jacques Witta de César voor beste montage, Suzanne Flon de César voor beste vrouwelijke bijrol en Sébastien Japrisot de César voor de beste scriptadaptie. Niet alleen won de film zo vier Césars, de film was ook genomineerd voor vijf andere prijzen, Alain Souchon voor de César voor beste acteur, Jean Becker voor de César voor beste regisseur en de César voor beste film, Georges Delerue voor de César voor beste filmmuziek en François Cluzet voor de César voor beste mannelijke bijrol.

## Rolverdeling
| Acteur             | Personage                                                    |
| ------------------ | ------------------------------------------------------------ |
| Isabelle Adjani    | Eliane Wieck, of 'Elle'                                      |
| Maïwenn Le Besco   | 'Elle'                                                       |
| Alain Souchon      | Fiorimonto 'Florimond' Montecciari, ook 'Pin-Pon'            |
| Suzanne Flon       | Nine, ook 'Cognata'                                          |
| Jenny Clève        | Madame Montecciari, de moeder van 'Pin Pon'                  |
| Maria Machado      | Paula Wieck Devigne, ook 'Eva Braun' en de moeder van 'Elle' |
| Evelyne Didi       | Calamité                                                     |
| Jean Gaven         | Leballech, de baas van de zagerij                            |
| François Cluzet    | Mickey                                                       |
| Manuel Gélin       | Boubou                                                       |
| Roger Carel        | Henri                                                        |
| Michel Galabru     | Gabriel Devigne, de vader van 'Elle'                         |
| Martin Lamotte     | Georges Massigne                                             |
| Marie-Pierre Casey | Mademoiselle Tussaud                                         |
| Cécile Vassort     | Josette                                                      |
| Édith Scob         | de psychiater                                                |